# Nephthea sibogae
Nephthea sibogae is een zachte koraalsoort uit de familie Nephtheidae. De koraalsoort komt uit het geslacht Nephthea. Nephthea sibogae werd in 1931 voor het eerst wetenschappelijk beschreven door Thomson & Dean. 